# Carola Janke
Carola Janke (* 24. Dezember 1834 in Cöslin; † 31. Oktober 1911 in Clarens) war eine deutsche Schriftstellerin, die auch unter dem Pseudonym Janke-Cárola publizierte.

## Leben
Sie war die Tochter des Regierungsrats Theodor Janke. Sie besuchte Schulen in Berlin und Naumburg und bereiste Deutschland, England, Frankreich und Österreich-Ungarn. Sie erlernte außer Latein noch sieben weitere Sprachen, aus deren Literaturen sie zeitweise Übersetzungen anfertigte. Die meisten ihrer Gedichte und Lustspiele erschienen im Selbstverlag. Sie besuchte die Universität Zürich und betrieb dort geschichtliche und philosophische Studien. Sie lebte viele Jahre in der Schweiz, seit 1894 in Clarens, wo sie 1911 im Alter von 76 Jahren starb.

## Werke
- Vier Lustspiele für Bühne und Haus. (Der Neffe als Erbe. Kleine Neckerei oder die Eifersüchtigen. Studentenstreiche. Mein Mann ist aus.) Klinkhardt, Leipzig 1866.
- Gedichte. 2 Teile. Selbstverlag 1867.
- Das Rätsel der Unsterblichkeit, gelöst von einer Somnambule. Ausgearbeitet von Janke Carola. Selbstverlag, Dresden 1868. (Digitalisat)
- Die Fortsetzung des Räthsels der Unsterblichkeit oder „Nur eine Religion“. Selbstverlag, Weimar 1869. (Digitalisat)
- Gedichte. Teil 3. Selbstverlag 1872.
- Die Weltuhr. Károla, Zürich 1882.
- Über das Völkerrecht. Conrad, Berlin 1885.
- Ännchens Absagebrief. Lustspiel in Versen. Wirz, Grüningen o. J.[2]
- Der alte Brummbär. Lustspiel in 3 Akten. Wirz, Grüningen 1898.[3]
- Das Spiel des Zufalls. Lustspiel in 3 Abteilungen. Conrad, Berlin 1898.